# Isopropilo

Isopropilo.

Em química orgânica, isopropilo ou isopropila é um grupo propilo com um grupo ligado ao átomo de carbono secundário. Se visto como um grupo funcional um isopropilo é um composto orgânico com um grupo propilo ligado em seu átomo secundário. A ligação é consequentemente sobre o carbono central.